# Clossiana speranda
Clossiana speranda är en fjärilsart som beskrevs av Grosser 1979. Clossiana speranda ingår i släktet Clossiana och familjen praktfjärilar. Inga underarter finns listade i Catalogue of Life.